# 高さ函数
ディオファントス幾何学の高さ函数とは、ディオファントス方程式の解のサイズを測る函数である。古典的あるいはナイーブな高さは、斉次座標上通常の絶対値によって定義される。しかし、ディオファントス幾何学での高さは、対数のスケールで測り、すなわち、高さは『代数的複雑さ』や点を記述することに必要なビットの数に比例するものとなる。
高さ函数は最初、アンドレ・ヴェイユ (André Weil) とノースコット (D. G. Northcott) により開拓された。1960年頃の大きな進展がネロン・テイトの高さであり、代数幾何学での豊富なラインバンドルの方法で、射影的な表現と関連付けられ、現在では、数論幾何学の重要な考え方となっている。
楕円曲線 E の場合には、E(Q) 上の点 P に対して、高さ函数 h(P) を次のように定義する。
1. 無限遠点 P0 の高さ {\displaystyle h(P_{0})=0} とする。
2. E(Q) 上の有理点であるような P に対して、{\displaystyle h(P)=0} とする。
3. 上記以外の E(Q) の点 P に対して、P の有理数の横軸座標(abscissa) x が p と q は互いに素な整数として p⁄q と表せるときに、

{\displaystyle h(P)=\log \max(|p|,|q|)}
と定義する。
このように高さ函数 h を定義すると、h(mP) が m の平方根の増加度を持つという性質を持つ。この定義により E 上にはある定数よりも小さな高さを持つ点は有限個しか存在しないことが分かる。以上の定義を、一般のアーベル多様体へ拡張することもできる。